# آنتون زیلینگر
آنتون زیلینگر (آلمانی: Anton Zeilinger؛ زاده ۲۰ مهٔ ۱۹۴۵) یک فیزیک‌دان اهل اتریش است. وی در سال ۲۰۰۸ مدال آیزاک نیوتن را از مؤسسه فیزیک (بریتانیا) به دلیل «پیشگامی مفهومی و تجربی ایشان که سنگ‌بنای حوزه اطلاعات کوانتوی است» دریافت کرد. زیلینگر استاد فیزیک در دانشگاه وین و دانشمند ارشد در مؤسسه اپتیک کوانتومی و اطلاعات کوانتومی IQOQI در آکادمی علوم اتریش است. بیشتر تحقیقات او به جنبه‌های اساسی و کاربردهای درهم‌تنیدگی کوانتومی مربوط می شود. او در سال ۲۰۲۲ به همراه آلن اسپه و جان اف کلاوسر جایزه نوبل فیزیک را برای آزمایش‌های تجربی بر روی فوتون‌های درهم‌تنیده، اثبات شکست نامساوی‌های بل و پیشگامی برای علم اطلاعات کوانتمی به دست آورد.
وی همچنین برنده جوایزی همچون جایزه ولف و جایزه اسحاق نیوتن مؤسسه IOP شده است.